# Elsebeth Steentoft

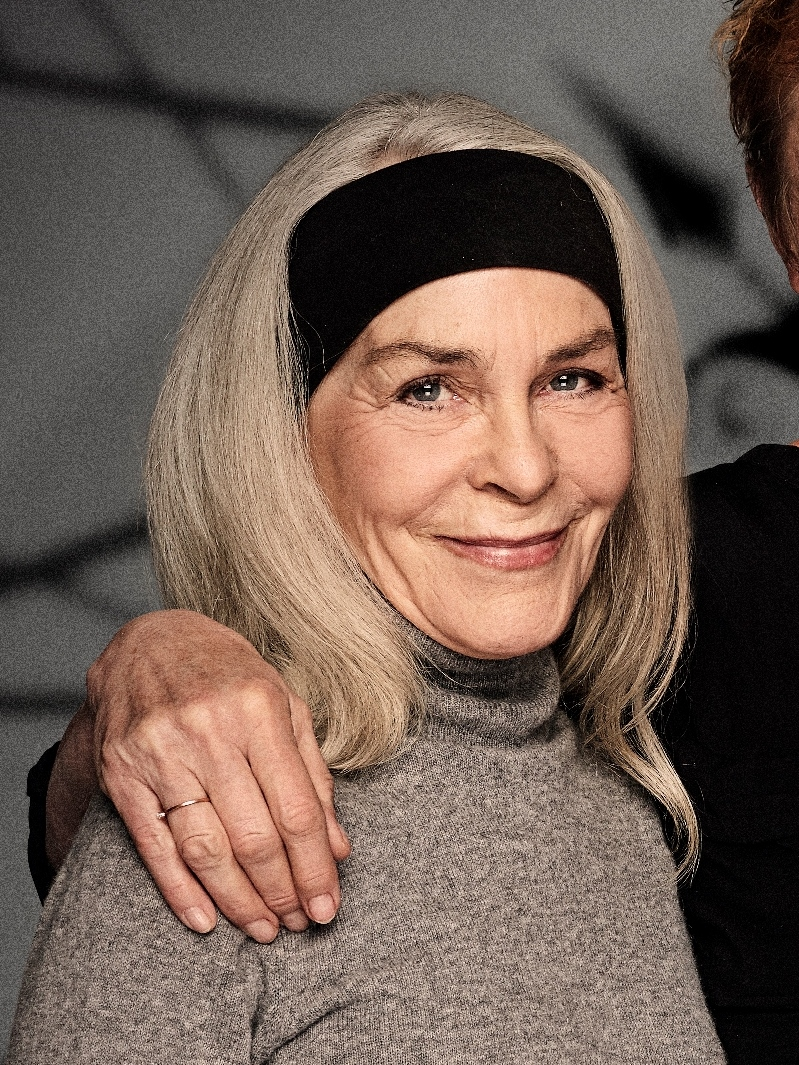
Elsebeth Steentoft (2013)

Elsebeth Steentoft (* 4. Oktober 1943 in Dänemark) ist eine dänische Schauspielerin.

## Leben
Elsebeth Steentoft ließ sich von 1961 bis 1964 am Aarhus Teater zur Schauspielerin ausbilden. Anschließend war sie bis Ende der 1990er Jahre fast ausschließlich auf der Theaterbühne zu sehen. Nur vereinzelt hatte sie kleinere Rollen in Fernsehproduktionen. Seit 2000 allerdings war sie unter anderem in dänischen Kinofilmen wie Italienisch für Anfänger, Dänische Delikatessen und In einer besseren Welt zu sehen. Für ihre der Darstellung als Veronicas Mutter in Pernille Fischer Christensens Drama En Soap wurde sie 2007 als Beste Nebendarstellerin für den dänischen Filmpreis Robert nominiert.

## Filmografie (Auswahl)
- 1984: Rejseholdet
- 2000: Italienisch für Anfänger (Italiensk for begyndere)
- 2001: Ein Jackpot für Helene (At klappe med een hånd)
- 2003: Alt, neu, geliehen & blau (Se til venstre, der er en Svensker)
- 2003: Dänische Delikatessen (De grønne slagtere)
- 2005: Fluerne på væggen
- 2006: En Soap
- 2007: Anna Pihl – Auf Streife in Kopenhagen (Anna Pihl)
- 2007: Dennis (Kurzfilm)
- 2009: Der Pakt (Pagten)
- 2010: In einer besseren Welt (Hævnen)
- 2011: Nordlicht – Mörder ohne Reue (Den som dræber)
- 2012: Teddy Bear
- 2013: Der Tod weint rote Tränen (L'étrange couleur des larmes de ton corps)
- 2013: Antboy
- 2017: Small Town Killers
- 2018: Per im Glück (Lykke-Per)